# Japanischer Ingwer
Japanischer Ingwer (Zingiber mioga), auch Myoga genannt, ist eine Pflanzenart aus der Gattung Ingwer (Zingiber) innerhalb der Familie der Ingwergewächse (Zingiberaceae). Die aromatische Staude ist in Gegenden mit Weinbauklima ausreichend winterhart. In der japanischen und koreanischen Küche werden die unterirdischen Blütenknospen und Sprossen gern verwendet.
Regelmäßiger Hautkontakt mit der Pflanze kann allergische Hautentzündungen hervorrufen, hauptsächlich durch den Gehalt an Limonen, Limonenoxiden und β-Phellandren.

## Beschreibung
Die Pflanze verträgt Temperaturen bis −16 °C. Sie gedeiht in halbschattiger Lage und nährstoffreichem Boden.

## Vegetative Merkmale

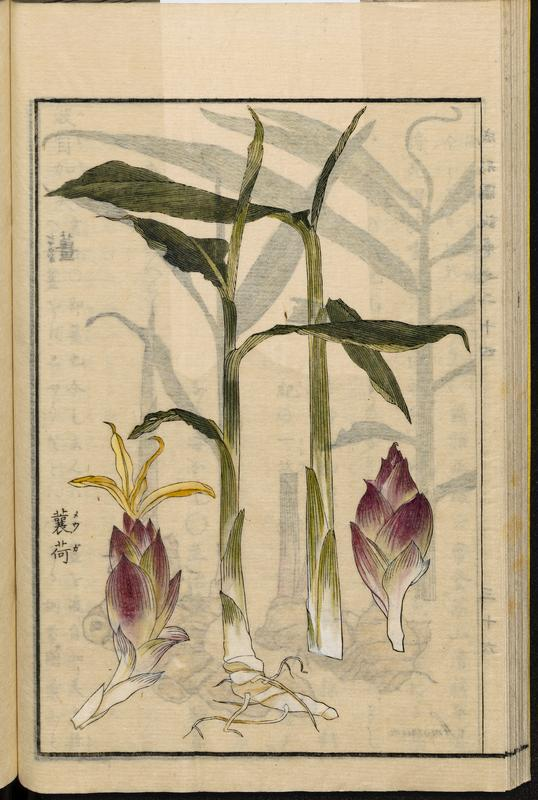
Zeichnung unter- und oberirdischer Pflanzenteile

Japanischer Ingwer ist eine ausdauernde krautige Pflanze, die Wuchshöhen bis 120 Zentimetern erreicht. Der dicke Stängel und die langen Laubblätter geben der Pflanze ein schilfartiges Aussehen. Es wird ein verzweigtes Rhizom als Überdauerungsorgan gebildet, das in der Erde horizontal wächst. Die Wurzeln werden entlang des Rhizoms als Adventivwurzeln angelegt.
Die mehr oder weniger zweizeilig angeordneten Laubblätter sind ungestielt. Die einfachen, parallelnervigen Blattspreiten sind 15 bis 25 Zentimeter lang und 2 bis 2,5 Zentimeter breit.

## Generative Merkmale
Direkt aus dem Rhizom wird der Blütenstand gebildet; er besteht aus einem Blütenstandsschaft, mit hellgelben orchideenähnlichen Hochblättern

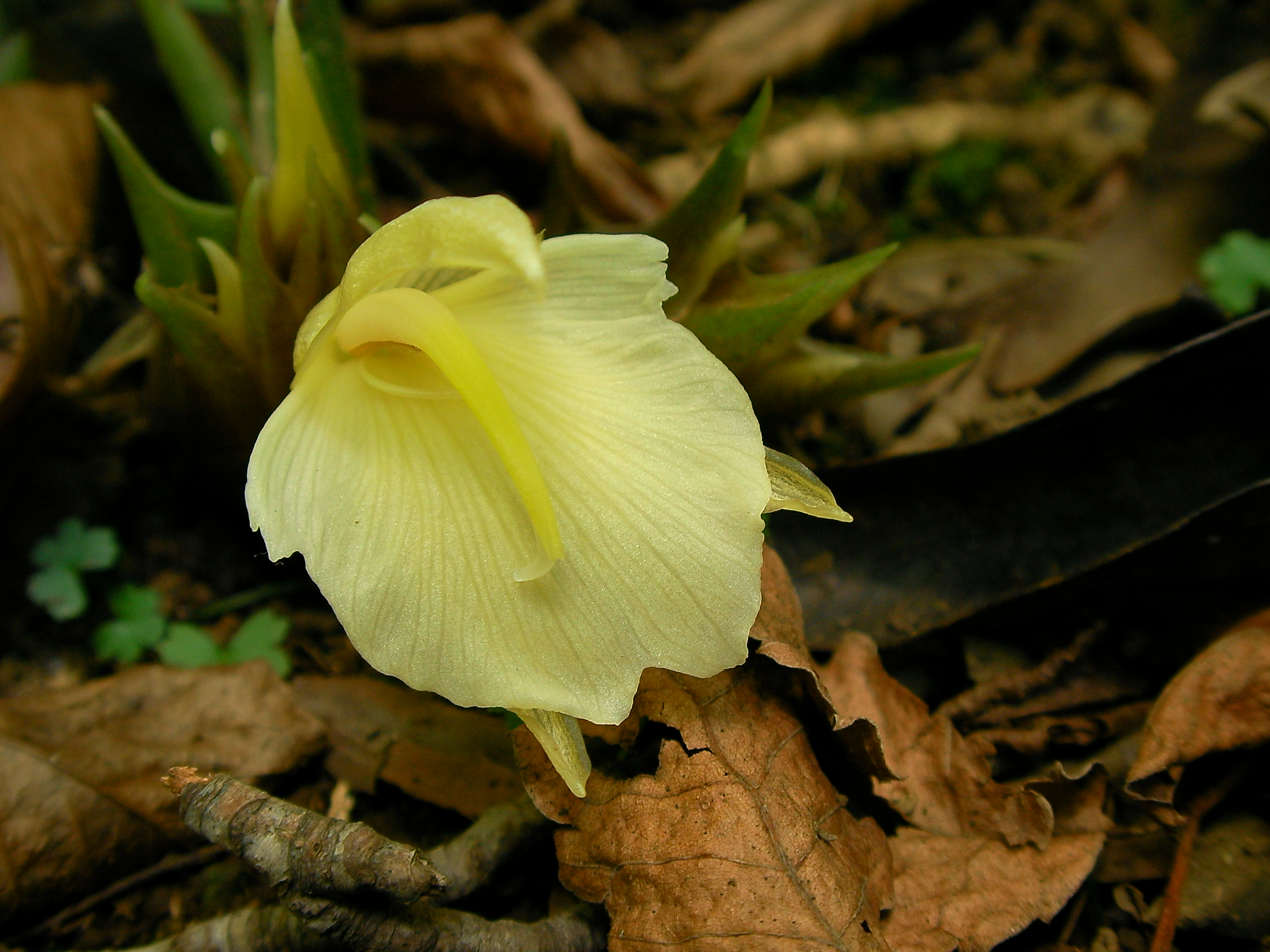
Blüte von Zingiber mioga

## Verbreitung und Anbau
Der Japanische Ingwer ist ein japanischer Endemit mit natürlichen Vorkommen auf Honshū, Shikoku und Kyūshū.
Japanischer Ingwer wird kommerziell in Australien und Neuseeland angebaut. Für den Export nach Japan werden unterirdische Blütenknospen geerntet.
Hauptanbaugebiete in Japan liegen in Kantō. Hier ist er eine beliebte Kultur in Hausgärten.

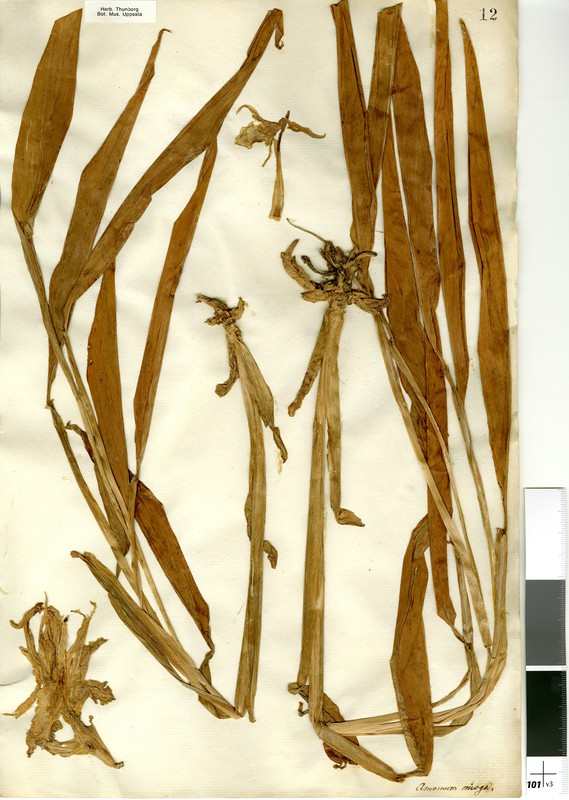
Herbarbeleg Zingiber mioga (Thunb.) Roscoe

## Forschungsgeschichte
Thunberg hatte 1784 den Japanischen Ingwer als Amomum mioga erstbeschrieben. Das Original-Herbarbeleg seiner japanischen Pflanzensammlung befindet sich im Museum of Evolution in Uppsala (Schweden). Als gemeinsames Projekt mit National Museum of Nature and Science in Tsukuba (Japan) wurde die Sammlung digitalisiert.

## Nutzung
Neben Nutzung für Kosmetik-, Nahrungs- und Zierzwecke ist auch eine Reihe medizinischer Eigenschaften bekannt. Besonders bedeutsam ist das ätherische Öl.

### Als Schmuckstaude
Der Japanische Ingwer wird selten als Zierpflanze kultiviert. Zingiber mioga Variegatum Makino ist eine Varietät mit auffallenden weißgestreiften Blättern. Ähnlich wie Funkien-Sorten gibt es dekorative Auslesen: Dancing Crane mit intensiver weißer Zeichnung im Blattmitte, Silver Arrow mit hellgrün-gesprenkelten Blättern, White Arrow mit weißem Strich rund um den hellgrünen Blattrand und White Feather mit panaschierten Blättern. In einem Beet in halbschattiger Lage wirken diese Pflanzen tropisch-anmutend. Diese Sorten sind allerdings weniger winterhart als die ursprüngliche Art.

### Als Nahrungspflanze

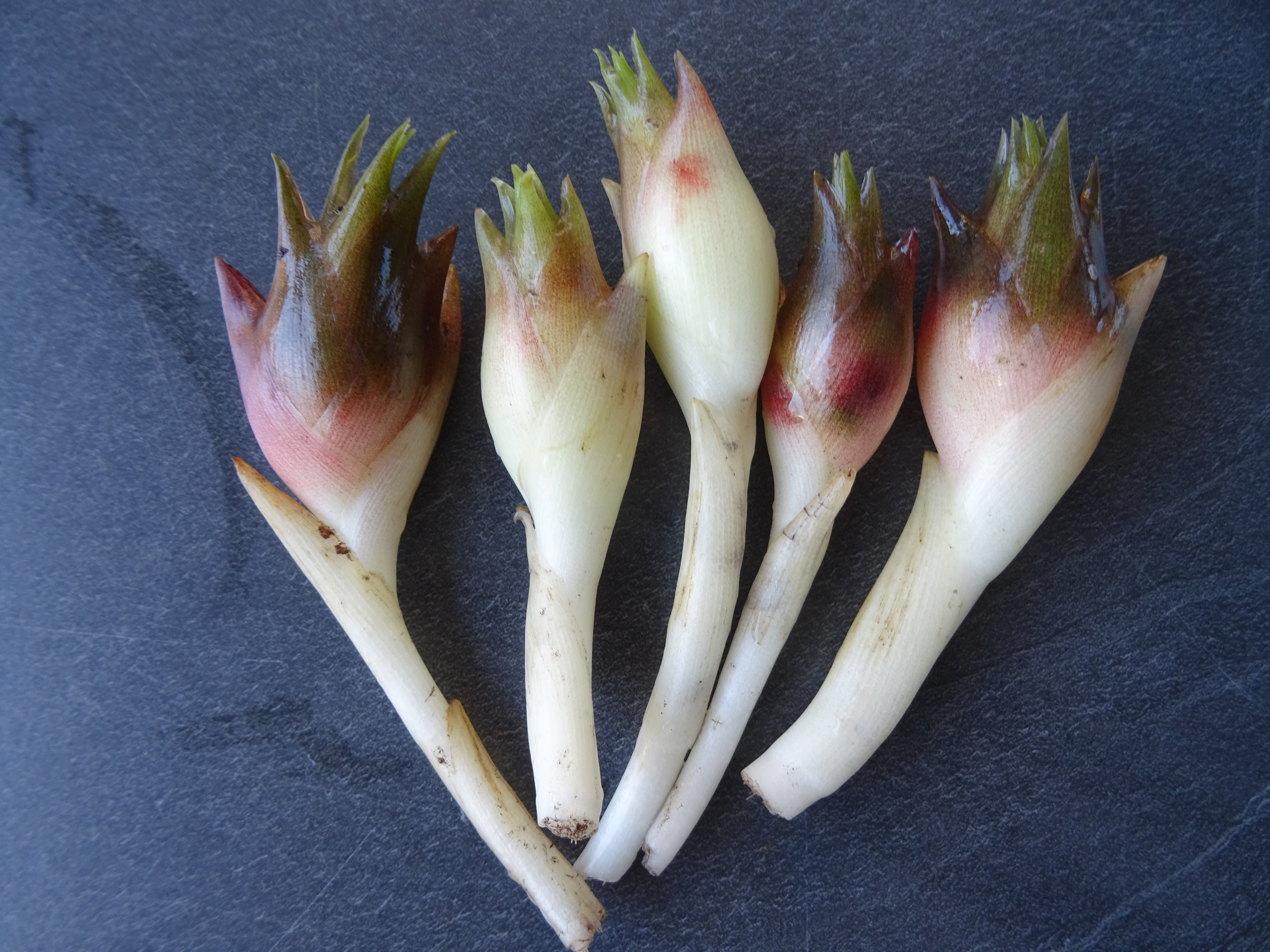
Blütenknospen

Myoga ist in China, Korea und Japan eine beliebte Nutzpflanze, die besonders in Japan kulturell sehr verwurzelt ist. In der gehobenen japanischen und asiatischen Küche werden frische, feingeschnittene Blütenknospen verwendet. Bei der Zubereitung von Sushi, Frühlingsrollen sowie Fisch- und Fleischgerichten, Salaten oder Suppen geben die würzigen, aber nicht scharfen Blütenknospen den Speisen einen besonderen Geschmack. Auch junge Sprossen und Blätter können in der Küche verwertet werden. Neben der Frischnutzung wird auch eingelegter Japanischer Ingwer verwendet.